# Episodi di Beyond the Break - Vite sull'onda (terza stagione)
La terza stagione di Beyond the Break - Vite sull'onda è stata trasmessa negli Stati Uniti dall'8 giugno al 25 giugno 2009 su The N.
In Italia è stata trasmessa in prima visione assoluta su Rai 2 dal 22 giugno 2009 al 30 giugno 2009. Per gli episodi 10 e 14 non sono stati specificati i titoli italiani.
| nº | Titolo originale      | Titolo italiano           | Prima TV USA   | Prima TV Italia |
| -- | --------------------- | ------------------------- | -------------- | --------------- |
| 1  | To Tell the Truth     | A dire il vero            | 8 giugno 2009  | 22 giugno 2009  |
| 2  | The Money             | Denaro sporco             | 8 giugno 2009  | 22 giugno 2009  |
| 3  | White Lies            | Piccole bugie             | 9 giugno 2009  | 23 giugno 2009  |
| 4  | Blame It on the Wayne | Un brutto guaio           | 10 giugno 2009 | 23 giugno 2009  |
| 5  | A Shoulder to Spy On  | Una spalla da controllare | 11 giugno 2009 | 24 giugno 2009  |
| 6  | House of Cards        | Castello di carte         | 15 giugno 2009 | 24 giugno 2009  |
| 7  | Lost & Found          | Sophia                    | 16 giugno 2009 | 25 giugno 2009  |
| 8  | One 'Elle' of a Party | Un inferno di festa       | 17 giugno 2009 | 25 giugno 2009  |
| 9  | Cast Away             | Il naufragio              | 18 giugno 2009 | 26 giugno 2009  |
| 10 | Bailed                | Bailed                    | 22 giugno 2009 | 26 giugno 2009  |
| 11 | All Riled Up          | La nuova arrivata         | 23 giugno 2009 | 29 giugno 2009  |
| 12 | Would I Lie to You?   | Festa a sorpresa          | 24 giugno 2009 | 29 giugno 2009  |
| 13 | Worked                | Da che parte stai?        | 25 giugno 2009 | 30 giugno 2009  |
| 14 | Wronged               | Wronged                   | 25 giugno 2009 | 30 giugno 2009  |